# لارمنترا
لارمنترا (به اسپانیایی: La Armentera) یک منطقهٔ مسکونی در اسپانیا است که در آلت امپوردا واقع شده‌است. لارمنترا ۵٫۶ کیلومتر مربع مساحت دارد.